# 젤리고
《젤리고》는 드림팩토리 스튜디오에서 제작한 애니메이션이며 시즌 1은 2017년 11월 1일부터 2018년 1월 31일까지 KBS 2TV에서 방영했다. 2018년 니켈로디언 인터네셔널에 판매되어 전 세계 150개국에 방영되었으며, 이후 중국 유쿠 플랫폼에 런칭되어 2019년 30억뷰 이상의 시청률을 기록하였다. 
2019년 시즌 2가 재능TV에서 방영되었으며, 시즌 3가 2020년 카툰 네트워크와 부메랑 TV에서 방영되었다.

### 방송 일시
| 방송 채널 | 방송일                            | 방송 시간 |
| --------- | --------------------------------- | --------- |
| KBS 2TV   | 2017년 11월 1일 ~ 2018년 1월 31일 | 종료      |

## 등장 인물
- 김자연: 고고, 로로
- 정재헌: 포포